# Берски археологически музей
Берският археологически музей (на гръцки: Αρχαιολογικό Μουσείο Βέροιας) е музей в град Бер (Верия), Гърция.

## История
Музеят е един от най-важните археологически музеи в Македония. Основан е в 1965 година в сграда, построена специално за целта в Елия, един от най-хубавите квартали на града. В музея в три зали са изложени находки от палеолита до османско време. Неолитните находки са от селището край Брайнат (Неа Никомидия), смятано за най-старото постоянно поселение в Европа. Находките от желязната епоха са от некропола на Вергина.
В първата зала са изложени бронзова поргебална урна от IV век пр. Хр., червенофигурен кратер от керченски тип от IV век пр. Хр. и бронзова хидрия, използвана като погребална урна от IV век пр. Хр. от североизточния некропол на Бер, реконструкция на еднокамерен скален семеен гроб от елинистическия период от Бер. Изложени са също така находки от гробни ями от североизточния, югоизточния и югозападния некропол на Бер. Те илюстрират развитието на керамиката и коропластиката от края на V до края на II век пр. Хр.
Втората зала съдържа предимно надгробни стели и елинистически и римски релефи от I век пр. Хр. от Берско. Забележителни са сталата със закона на гимназиарха, която описва как се е осъществувалото средното и висшето образование в Берския гимназион и групата „Ловец и глиган“, част от скулптурна декорация от надгробен паметник от III век от Вергина. Най-забележителните стели са тези на Патерионс Антигону и Анеа Касандру.
Третата стая съдържа експонати от римския период, като например надписан бюст на речния бог Олган от II век след Хр., открит край Копаново в отлично състояние. Изложени са също така надгробен релеф на съпруг и съпруга от II век след Хр., открит в Бер, погребални дарове от цистов гроб от римската епоха III век след Хр. и теракотени фигурки от ранен римски гроб.
В двора на музея има десетки саркофази, надгробни стели и статуи, най-впечатляваща от които е глава на Медуза от II век пр. Хр., открита вградена северната стена на града.
- Сградата на музея
- Втора стая
- Местният бог Олган
- „Ловец и глиган“
- Бронзова хидрия